# Johann Joachim Winckelmann
Johann Joachim Winckelmann (født 9. december 1717, død 8. juni 1768) var en tysk kunsthistoriker og arkæolog. Han var  pioner inden for klassicismen og var den første, der formulerede forskellen mellem græsk, hellenistisk og romersk kunst. Det var indflydelsen fra Winckelmann der var startskuddet til den klassicistiske bevægelse i slutningen af 1700-tallet. Virkningen af hans skrifter havde været med til at forme den nye arkæologiske videnskab og kunsthistorie. De var desuden en markant inspiration for den vesteuropæiske malerkunst, billedkunst, litteratur og endda filosofi. 
"Den moderne arkæologis profet og oprindelige idol," Winckelmann var en af grundlæggerne af den videnskabelige arkæologi og var den første der anvendte stilkategorier på et større systematisk grundlag i kunsthistorien. Mange anser ham for at være faderen til kunsthistorien  Winckelmanns Geschichte der Kunst des Alterthums (Antikkens Kunsthistorie) (1764) var en af de første bøger skrevet på tysk der blev en klassiker i europæisk litteratur. Hans senere indflydelse på Lessing, Herder, Goethe, Hölderlin, Heine, Nietzsche, George, og Spengler, er kærligt blevet omtalt som "Grækenlands tyranni over Tyskland."

## Biografi

### Tidlige år
Winckelmann blev født ind i en fattig familie i Stendall, Brandenburg. Hans fader, Martin Winckelmann, var skomagermester, og moderen, Anna Maria (født Meyer), var datter af en væver. Winckelmanns første år var fyldt med trængsler, men hans tørst efter viden gav ham gåpåmod. Da han var en berømt lærd i Rom, skrev han: "Man bliver forkælet her; men Gud skylder mig det, i min ungdom led jeg meget."
Han gik på Köllnische Gymnasium i Berlin og skolen på Salzwedel, og 21 år gammel blev han optaget som teologi-studerende på Universitet i Halle. Winckelmann var dog mere interesseret i de græske klassikere, men fandt snart ud af at lærerne i Halle ikke kunne tilfredsstille hans intellektuelle ambitioner på dette område, og han kastede sig snart entusiastisk over studierne af græsk kunst og litteratur i stedet. Alexander Gottlieb Baumgarten, som fandt på begrebet "æstetik", holdt forelæsninger som Winckelmann fulgte.
Senere deltog han i 1740 i medicinforelæsningerne ved Universitetet i Jena. Imens arbejdede han som sproglærer. I 1743 blev han viceinspektør ved gymnasiet i Seehausen, en stilling han beholdt til 1748. Winckelmann følte at arbejdet med børnene ikke var hans rette kald. Desuden var hans løn så lav, at han var nødt til at spise hos sine elevers forældre for at få mad, og han var konstant i pengenød. Han var nødt til at acceptere en lærerstilling nær Magdeburg. Mens han var privatlærer for den magtfulde Lamprecht-familie blev han forelsket i den smukke Lamprecht søn.

### Bünaus bibliotekar
I 1748 skrev han til Grev Henry von Bünau: "... så langt som jeg har kunnet trænge ind i græsk litteratur, når gode bøger er sjældne og omkostningsfulde, bliver kun lidet værdsat." Samme år blev Winckelmann udnævnt til sekretær for Bünaus bibliotek i Nöthnitz, tæt på Dresden. Biblioteket var på omkring 40,000 bind. Winckelmann havde læst Homer, Herodot, Sofokles, Xenophon, og Platon, men her fandt han også værker af oplysningstidens lærde som Voltaire og Montesquieu. Det var en stor lettelse for ham at forlade den spartanske ånd i Preussen. Winckelmanns hovedopgave var at assistere von Brünau i at skrive en bog om det Tysk-romerske rige og at samle materialer til den. Det var i denne periode at han aflagde adskillige besøg hos antiksamlingen i Dresden, men hans beskrivelser af de bedste malerier i denne samling blev aldrig færdiggjort. Kunstskattene i samlingen vækkede stor interesse for kunst, som blev yderligere cementeret ved samkvemmet med flere kunstnere, især maleren Adam Friedrich Oeser (1717-1799), Goethes senere ven og inspirationskilde, som opmuntrede ham til at fortsætte de æstetiske studier. Winckelmann udøvede enorm indflydelse på Johann Wolfgang von Goethe (se Goethes Winkelmann und sein Jahrhundert, 1805). Winckelmanns studier over antik litteratur havde indgydet Oeser  lyst til at besøge Rom, og han blev kardinal Passioneis bibliotekar i 1754. Dette arbejde nødte ham til, modvilligt, at konvertere til katolicismen.
Winckelmann udgav i 1755 Gedanken über die Nachahmung der griechischen Werke in Malerei und Bildhauerkunst ("Tanker over imitationen af græske arbejder i maleri og billedkunst."). Det fulgte han op med et falsk angreb på værket, og derefter et forsvar for dets principper, foregivende at være skrevet af en neutral kritiker. Hans Gedanken indeholder de første udkast til de doktriner, som han senere udviklede til idealet om den "ædel enfold og stille storhed" (edle Einfalt und stille Größe) og den definitive påstand "Den eneste måde for os at blive store og måske endda uefterlignelige, er ved at imitere antikken." Værket blev meget udbredt og lovprist, ikke kun for dets ideer, men også for dets sproglige stil. Det gjorde Winckelmann berømt , udkom i adskillige oplag og oversat til fransk.

### Rom
I 1751 besøgte den pavelige Nuntius Alberico Archinto Nothenitz, og i 1754 tilsluttede Winckelmann sig katolicismen. Goethe konkluderede at Winckelmann var hedning, men konversionen åbnede dørene til pavens bibliotek. Han blev udnævnt til bibliotekar for Domenico Passionei, som var imponeret over Winckelmanns græske stil. Efter at have udgivet Gedanken..., flyttede Winckelmann til Rom. Augustus 3., konge af Polen og kurfyrste af Sachsen, tildelte ham en pension på 200 daler årligt, så han kunne fortsætte studierne i Rom.
Han ankom til Rom i november 1755. Hans første opgave var at beskrive statuerne i Cortile del Belvedere – Apollo Belvedere, Laokoon, den såkaldte Antinous, og Belvedere torsoen- som repræsenterede den "ypperligste perfektion indenfor antik skulptur." Han blev bibliotekar for kardinal Archinto og modtog mange venligheder fra kardinal Passionei. Efter deres død blev Winckelmann modtaget som bibliotekar og ven i huset hos kardinal Alessandro Albani, som var i gang med at skabe den storslåede samling antikke værker i villaen ved Porta Salaria. Kardinalen blev Winckelmanns mæcen.
Oprindeligt havde Winckelmann planlagt at blive i Italien i to år med hjælp fra et stipendium fra Dresden, men med udbruddet af Syvårskrigen (1756–1763) ændredes hans planer.
Han kastede sig over studiet af de romerske kunstværker med hjælp fra sin ven og elsker, maleren Anton Raphael Mengs (1728-1729), og blev efterhånden den ubestridelige autoritet på området. Mengs kanaliserede Winckelmanns ideer over i kunsten og spredte den over hele Europa. Som tidligere nævnt var den eneste måde hvorpå europæiske kunstnere kunne blive store, at imitere de antikke kunstnere. Men med imitation mentes ikke slavisk kopiering : "... det der bliver imiteret kan danne en ny natur, hvis det bliver gjort med omtanke, og med tiden blive ens egen" Winckelmann havde ikke høje tanker om de romerske kopier af græsk kunst. Dette var et brud med den hidtidige officielle kunstmening, der havde anset romernes kultur som den højeste og mest udviklede i antikken. Nyklassicistiske kunstnere prøvede at genoplive ånden og formerne fra det antikke Grækenland og Rom. Mengs fortjenester på dette område var betydelige, han blev anset som den største nulevende kunstner af sin samtid. Den franske maler Jacques-Louis David mødtes med Mengs i Rom (1775-80) og blev af ham introduceret til Winckelmanns kunsthistoriske teorier. Den engelske arkitekt Robert Adam mødtes også i denne periode med Winckelmann i Rom, og blev en af de førende fortalere for nyklassicisme i arkitekturen .
I 1760 udkom Winckelmanns Description des pierres gravées du feu Baron de Stosch , og i 1762 af hans Anmerkungen über die Baukunst der Alten ("Observationer over antikkens arkitektur"), som blandt andet indeholdt en beskrivelse af templerne i Paestum. I 1758 og 1762 besøgte han Napoli for at være til stede ved de arkæologiske udgravninger af Pompeji og Herculaneum. "Winckelmann formåede, trods omgangen med Albani, at styre sig fri af det suspekte  kunsthandlermiljø, som havde kompromitteret den lærde respektabilitet ved sådanne udmærkede men mindre systematiske begavelser som Francesco Ficoroni og baron Philipp von Stosch," skriver Haskell og Penny i værket Taste and the Antique. Muligvis kan Winckelmanns fattigdom have spillet ind, for handlen med antikviteter var et dyrt og spekulativt spil. I blev Winckelmann med Albanis hjælp udnævnt til pave Pave Clemens 13.s præfekten der havde overopsynet med de antikke levn.
Winckelmanns værk Sendschreiben von den Herculanischen Entdeckungen ("Brev om opdagelserne ved Herculaneum") blev udgivet i 1762, og to år senere udkom Nachrichten von den neuesten Herculanischen Entdeckungen ("Rapport over de seneste opdagelser i Herculaneum"). Fra disse bøger kunne lærde i Europa få deres første solide viden om udgravningerne.
Hans hovedværk Geschichte der Kunst des Alterthums ("Antikkens kunsthistorie") fra 1764 var det værk der mest grundigt ændrede samtidens opfattelse af den græske kunsts fortrin overfor den romerske. Det blev oversat til fransk i 1766 og senere til engelsk og italiensk. Blandt andet baserede den tyske digter Gotthold Ephraim Lessing mange af ideerne i sit værk Laocoon (1766) på Winckelmanns syn på harmoni og udtryk i billedkunsten. Fra 1763 arbejdede Winckelmann med overopsynet over de antikke levn (Prefetto delle Antichità) og skriptor (Scriptor linguae teutonicae) indenfor Vatikanets jurisdiktion. Winckelmann besøgte igen Napoli i 1765 og 1767 og skrev Briefe an Bianconi stilet til afkommet af hans mæcen, Augustus 3., prinsen og prinsessen af Sachsen, disse blev udgivet 11 års efter hans død i værket Antologia romana.

### Hovedværket
Hans hovedværk, Geschichte der Kunst des Alterthums fra 1764, blev snart anerkendt som et vægtigt bidrag til den europæiske litteratur. Det var Winckelmanns vigtigste og mest grundlæggende bidrag: hans kronologiske gennemgang af hele oldtidens kunsthistorie med den ægyptiske og etruskiske. Det var det første værk i verden, der definerede en civilisations kunst i dets organiske termer, der beskrev dens vækst, modning og forfald. Her blev for første gang fremlagt den indsigt man kunne opnå ved studiet af "en civilisations artefakter", om kulturelle og teknologiske faktorer som klima, frihed og håndværk. Winckelmann fremlægger både den græske kunsthistorie og de principper, hvorpå den var baseret. Han præsenterer desuden et glødende billede af de politiske, sociale og intellektuelle grundlag, som han hævdede kunne føre til en kreativ aktivitet i det gamle Grækenland.
Hans teoriers grundlæggende ideer var at formålet med kunsten er skønhed, og denne skønhed kan kun opnås når de individuelle og karakteristiske træk strengt er underlagt kunstnerens generelle plan. Den sande kunstner vælger de naturlige fænomener, der passer til hans formål; ved at kombinere dem i sin fantasi, skabes en ideal type, hvorigennem de normale proportioner er bibeholdt, og hvor enkelte dele (især muskler og blodårer) ikke bryder harmonien i den generelle plan.

### Død
Winckelmann bidrog med flere afhandlinger til Bibliothek der schönen Wissenschaften, og i 1766 udgav han Versuch einer Allegorie ("Forsøg på en allegori"). Af langt større betydning var det værk, han udgav under titlen Monumenti antichi inediti (Upublicerede værker fra antikken) (1767-1768), som blev indledt med en Trattato preliminare ("Indledende afhandling"), som fremlagde et rids af hele kunsthistorien. De trykte illustrationer i dette værk er objekter, der før enten havde været forkert udlagt eller slet ikke havde været forklaret. Winckelmanns forklaringer var yderst værdifulde til den gryende arkæologi, da de klarlagde at mange kunstværker, som tilsyneladende var knyttet til romersk historie, i virkeligheden var inspireret af Homer.
1768 indledte han tilbagerejsen igennem Alperne, men Tyrol gjorde ham nedtrykt og han besluttede at vende tilbage til Italien. Men det lykkedes hans ven billedhuggeren og konservatoren Bartolomeo Cavaceppi, at overtale ham til alligevel at rejse til München og Wien, hvor han blev modtaget af kejserinde Maria Theresia af Østrig. På tilbagerejsen blev han myrdet i Trieste den 8. juni 1768 i sin hotelseng af Francesco Arcangeli, der ville stjæle nogle medaljer, som Maria Theresa havde givet ham. Arcangeli troede at Winckelmann kun var "un uomo di poco conto" ("en mand af lidet værd").
Han blev begravet i kirkegården til San Giusto katedralen i Trieste. Domenico Rosetti og Cesare Pagnini dokumenterede den sidste uge af Winckelmanns liv; Heinrich Alexander Stoll oversatte det italienske skrift til tysk og udgav det som "Mordakte Winckelmann".

## Indflydelse
Winckelmanns skrifter er en hovednøgle i forståelsen af den tyske opdagelse af et idealiseret Grækenland og nyklassicismen; doktrinen at kunst er en imitation (Nachamung), den mimetiske tankegang, at imitationen af kunst ikke bare skal kopiere, men skabe selvstændig kunst ud af imitationen er fundamental for forståelsen af oplysningstidens klassiske idealisme. Winckelmanns værk står som et af de tidlige stadier i transformationen af kunstsmagen i det senere 18. århundrede.
I den historiske del af hans skrifter brugte Winckelmann ikke udelukkende kunsten som reference, men også de spredte hentydninger til kunst, som han havde fundet ved læsningen af de antikke forfattere. Hans omfattende læsning og hans fantasi gjorde ham i stand til at fremlægge mange værdifulde løsninger på problemer om perioder, hvor der ikke var adgang til mange kilder. Ved stadig eksisterende kunstværker anvendte han grundige empiriske undersøgelser. Mange af hans konklusioner - som var baseret på andenrangs romerske kopier - fandt senere tider mangelfulde, men hans entusiastiske beskrivelser og hans klare sproglige stil gav hans værker en umiddelbar friskhed, som tiltrak mange kunstnere. Så selv om senere arkæologiske opdagelser har forældet de fleste af hans videnskabelige pointer, er der stadig inspiration i hans værker. Winckelmann lagde retningslinjerne, om hvorledes græsk kunst skulle studeres for at opnå resultater for en hel epoke. Winckelmanns resultater kom nærmest som en åbenbaring for hans samtidige, og de havde en enorm indflydelse på de fremmeste tænkere i tiden. Hans værker blev læst med stærk interesse af Lessing, som brugte de tidlige af Winckelmanns værker som udgangspunkt for sin Laocoon, og også af Herder, Goethe og Immanuel Kant. Også i Danmark havde Winckelmanns skrifter stor indflydelse, og billedhuggeren Bertel Thorvaldsen blev uddannet efter hans principper.